# 슈테판보더구
슈테판보더구(루마니아어: Ştefan Vodă)는 몰도바 남동부에 위치한 구로 행정 중심지는 슈테판보더이며 면적은 998km2, 인구는 71,900명(2011년 기준)이다. 남쪽과 동쪽으로는 드니스테르강을 경계로 우크라이나와 국경을 접하며 북서쪽으로는 커우셰니구, 북동쪽으로는 트란스니스트리아와 접한다.